# Antiportador

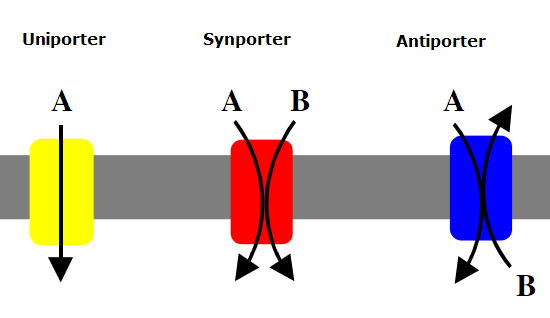
Comparación de proteínas de transporte

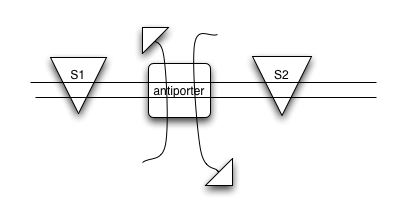
Ilustración antiportador

Un antiportador (también llamado intercambiador o contratransportador) es un cotransportador y una proteína de membrana integral implicada en el transporte activo secundario de dos o más moléculas o iones diferentes a través de una membrana de fosfolípidos, como la membrana plasmática, en direcciones opuestas, una hacia el interior de la célula y la otra fuera de la célula.
En el transporte activo secundario, una especie de soluto se mueve a lo largo de su gradiente electroquímico, lo que permite que una especie diferente se mueva en contra de su propio gradiente electroquímico. Este movimiento contrasta con el transporte activo primario, en el que todos los solutos se mueven en contra de sus gradientes de concentración, alimentados por ATP.
El transporte puede involucrar uno o más de cada tipo de soluto. Por ejemplo, el intercambiador Na+/Ca2+, que se encuentra en la membrana plasmática de muchas células, mueve tres iones de sodio en una dirección y un ion de calcio en la otra.

## Papel en los mecanismos homeostáticos
Antiportadores de Na+/H+
Los antiportadores, como la proteína antiportadora Na+/H+, permiten que los iones H+ y Na+ viajen a través de una membrana para cambiar un gradiente de concentración. Cuando el pH dentro de una célula es más alto o más bajo que el rango óptimo, puede ser perjudicial, por lo tanto, el antiportador Na+/H+ detecta el nivel de pH fuera del rango y se activa para transportar iones como un mecanismo homeostático para que el nivel de pH vuelva a estar en un rango óptimo.
Existen diferencias entre los tipos de familias de antiportadores Na+/H+ presentes en eucariotas y procariotas. Los organismos procarióticos contienen familias de antiportadores como NhaA, NhaB, NhaC, NhaD, NhaP, junto con NapA. Las funciones más destacadas, incluida la regulación del pH, se completan conantiportadores Na+/H+ de la familia NhaA en procariotas como Escherichia coli.
Las plantas son sensibles a altas cantidades de sal, lo que puede detener ciertas funciones necesarias del organismo eucariota, incluida la fotosíntesis. Para que los organismos mantengan la homeostasis y lleven a cabo funciones cruciales, se utilizan antiportadores de Na+/H+ para eliminar el exceso de sodio del citoplasma mediante el bombeo de Na+ fuera de la célula. Estos antiportadores también pueden cerrar su canal para evitar que el sodio ingrese a la célula, además de permitir que el exceso de sodio dentro de la célula ingrese a una vacuola.